# Nababeeb
Nababeeb este un oraș din provincia Noord-Kaap, Africa de Sud.